# Maquette (jeu vidéo)
Maquette est un jeu vidéo de réflexion de type puzzle-game développé par Graceful Decay et édité par Annapurna Interactive, sorti le 2 mars 2021 sur Microsoft Windows, PlayStation 4 et PlayStation 5 et le 19 juillet 2023 sur Xbox One et Xbox Series. 

## Système de jeu
Le joueur revit, à travers des puzzles dans différents tableaux que présente le jeu, une ancienne histoire d'amour. 
Maquette est un jeu de puzzle en vue à la première personne. Le jeu est divisé en sept chapitres.

## Développement
Les premières traces du projet datent de 2011 lorsque Maquette est présenté au cours du Game Developers Conference’s Experimental Gameplay Workshop. Plus tard, Annapurna Interactive devient l'éditeur du jeu. À partir de 2016, l'éditeur crée le studio américain Graceful Decay, lequel est basé en Californie. Ce studio regroupe plusieurs « indés » afin d'appliquer la vision du directeur de la création, Hanford Lemoore.
En février 2020, le jeu est présenté lors du PAX East de Boston, aux États-Unis.
La sortie du jeu est initialement prévue pour 2020 sur PlayStation 4, PlayStation 5 et également distribué via Steam sur Microsoft Windows. Le jeu sort finalement le 2 mars 2021.